# Powiat Pilzno Południe
Powiat Pilzno Południe (cz. Okres Plzeň-jih) – powiat w Czechach, w kraju pilzneńskiego. Jego siedziba znajduje się w mieście Pilzno. Powierzchnia powiatu wynosi 1 075,95 km², zamieszkuje go 68 536 osób (gęstość zaludnienia wynosi 63,75 mieszkańców na 1 km²). Powiat ten liczy 99 miejscowości, w tym 7 miast.
Od 1 stycznia 2003 powiaty nie są już jednostką podziału administracyjnego Czech. Podział na powiaty zachowały jednak sądy, policja i niektóre inne urzędy państwowe. Został on również zachowany dla celów statystycznych.

## Struktura powierzchni
Według danych z 31 grudnia 2003 powiat ma obszar 1 075,95 km², w tym:
- użytki rolne – 60,3%, w tym 72,37% gruntów ornych
- inne – 39,7%, w tym 75,66% lasów
- liczba gospodarstw rolnych: 294

## Demografia
Dane z 31 grudnia 2003:
| Opis        | Ogółem | Kobiety       | Mężczyźni     |
| ----------- | ------ | ------------- | ------------- |
| populacja   | 68 536 | 34 560 50,43% | 33 976 49,57% |
| średni wiek | 39,5   | 41,43         | 38,72         |

- gęstość zaludnienia: 63,75 mieszk./km²
- 43,99% ludności powiatu mieszka w miastach.

## Zatrudnienie
| Mieszkańcy ze stałym zatrudnieniem | 16 780       |
| Średnia pensja miesięczna          | 14 681 koron |
| Bezrobotni                         | 1815         |
| Stopa bezrobocia                   | 5,38%        |

## Szkolnictwo
W powiecie Pilzno Południe działają:
| Rodzaj szkoły                   | Liczba szkół |
| ------------------------------- | ------------ |
| Przedszkola                     | 40           |
| Szkoły podstawowe               | 29           |
| Gimnazja                        | 1            |
| Szkoły średnie techniczne       | 2            |
| Szkoły średnie ogólnokształcące | 3            |
| Szkoły wyższe                   |              |

## Służba zdrowia
| Lekarze                               | 188 |
| Szpitale                              | 1   |
| Specjalistyczne ośrodki terapeutyczne | 1   |
| Gabinety dentystyczne                 | 28  |
| Apteki                                | 14  |